# Код „Меркурий“
„Код Меркурий“ (на английски: Mercury Rising) е американски екшън трилър от 1998 г., с участието на Брус Уилис и Алек Болдуин. Режисиран от Харолд Бекър, филмът е базиран на романа от 1996 г., написан от Райн Дъглас Пиърсън, оригинално публикуван като „Simple Simon“, който е работното заглавие на филма. Премиерата на филма е на 3 април 1998 г. в Съединените щати от „Юнивърсъл Пикчърс“.

## Актьорски състав
| Актьор          | Роля                    |
| --------------- | ----------------------- |
| Брус Уилис      | Агент Арт Джефрис       |
| Алек Болдуин    | подполковник Ник Кудроу |
| Майко Хюс       | Саймън Линч             |
| Шай Макбрайд    | Агент Томи Джордан      |
| Ким Дикенс      | Стейси Сийбринг         |
| Робърт Стентън  | Дийн Крандъл            |
| Боди Елфман     | Лео Педрански           |
| Кари Престън    | Емили Ланг              |
| Ел Ел Гинтър    | Агент Питър Бърел       |
| Питър Стормаре  | Агент Шейс              |
| Кевин Конуей    | Агент Джо Ломакс        |
| Джон Карол Линч | Мартин Линч             |
| Кели Хейзън     | Джени Линч              |
| Джон Доман      | Хартли                  |
| Ричард Риле     | Едгар Халстром          |
| Чад Линдбърг    | Джеймс                  |
| Кармин Манхейм  | Доктор Лондон           |
| Джак Конли      | Детектив Джак Никълс    |

## Продукция

### Разработка
Бари Зоненфелд е оригинално нает да режисира филма, но напусна заради ангажиментите към „Мъже в черно“, и е сменен от Харолд Бекър.

### Кастинг
Преди да бъде избран Брус Уилис, Никълъс Кейдж и Джордж Клуни също са обмислени за главната роля.

## В България
В България филмът е издаден на VHS от „Александра Видео“ на 23 ноември 1998 г.
На 3 ноември 2007 г. е излъчен по „Би Ти Ви“ в събота от 20:00 ч. На 16 август 2008 г. е излъчен отново по същата телевизия, в събота от 22:30 ч.
На 7 ноември 2009 г. е излъчен по „Нова телевизия“ и се излъчват повторения и по „Кино Нова“.
На 3 август 2019 г. се излъчва по каналите на „БТВ Медиа Груп“.
Български дублаж
| Преводач            | Захари Генчев                                                                   |
| Озвучаващи артисти  | Елена Русалиева Силвия Русинова Георги Георгиев-Гого Христо Узунов Даниел Цочев |
| Режисьор на дублажа | Ралица Ботева                                                                   |
| Тонрежисьор         | Михаил Михайлов                                                                 |

| Озвучаващи артисти  | Василка Сугарева Ани Василева Пламен Манасиев Светломир Радев Момчил Степанов |
| Преводач            | Невена Генчева                                                                |
| Тонрежисьор         | Емил Енев                                                                     |
| Режисьор на дублажа | Милена Манчева                                                                |